# FC Brașov Steagul Renaște
Fotbal Club Brașov, cunoscut sub numele de FC Brașov sau pe scurt Brașov, a fost un club de fotbal din Brașov, România.
Echipa a fost înființată în 2021, în urma fuziunii dintre Corona Brașov și Direcția de Termoficare Brașov, pentru a deveni succesorul legal al echipei originale FC Brașov, care a fost desființată cu cinci ani în urmă. Federația Română de Fotbal a anunțat înainte de startul Ligii a II-a 2021-2022 că a aprobat folosirea mărcii FC Brașov de către FC Brașov Steagul Renaște, dar, cu toate acestea, a avut o problemă de continuitate, fiind înscrisă direct în Liga a II-a și nu a beneficiat de suportul fanilor locali care au optat să susțină în continuare SR Brașov.
Echipa și-a disputat meciurile de acasă pe Stadionul Silviu Ploeșteanu, care are o capacitate de 8.800 locuri.

## Istoric

### Fondarea și primii ani (2021-prezent)
Originalul FC Brașov a fost înființat în 1936 sub numele de Uzinele Astra Brașov și a debutat în sistemul de ligi românești în sezonul 1939–1940, când a concurat în Campionatul Divizional Brașov. Clubul a obținut promovarea în Divizia B sezonul viitor câștigând finala Campionatului Divizional, dar competiția a fost amânată din cauza celui de-al doilea război mondial. FC Brașov a dat faliment în 2017, după ani de datorii și o perioadă petrecută în insolvență.
În iunie 2021, Corona Brașov, club deținut de Primăria Brașov și nou-promovată în Liga a II-a, a fuzionat cu ACS Scotch Club, entitate care a preluat marca „FC Brașov” cu ajutorul municipalității. Corona și-a cedat locul noii entități numite FC Brașov-Steagul Renaște și apoi a dispărut de pe harta fotbalului românesc.
Mișcarea a fost puternic contestată de suporterii FC Brașov, cunoscuți sub numele de Stegarii, suporteri care în 2017, imediat după falimentul FC Brașov au făcut un club numit SR Brașov, club care luptă și pentru promovarea în Liga a II-a și care a fost considerat de comunitate succesorul vechiului FC Brașov. Liga Suporterilor a organizat și proteste în fața Primăriei Brașovului și a decis să nu sprijine noul FC Brașov, în ciuda mărcii originale pe care o poartă. Au decis să-și continue proiectul, SR Brașov, nume în care, ironic, SR înseamnă și Steagu Renaște, un alt motiv de ceartă între susținători și municipalitate, din cauza drepturilor asupra numelui. Federația Română de Fotbal a anunțat înainte de începerea Liga a II-a 2021-2022 , că primăria Brașov, proprietarul logo-ul, istoria și toate înregistrările de fotbal FC Brașov , aprobă utilizarea acestora de către FC Brașov (2021). Deci din punct de vedere juridic, de acum înainte, această echipă va fi considerată succesorul oficial și legal al vechii echipe FC Brașov .

## Stadion

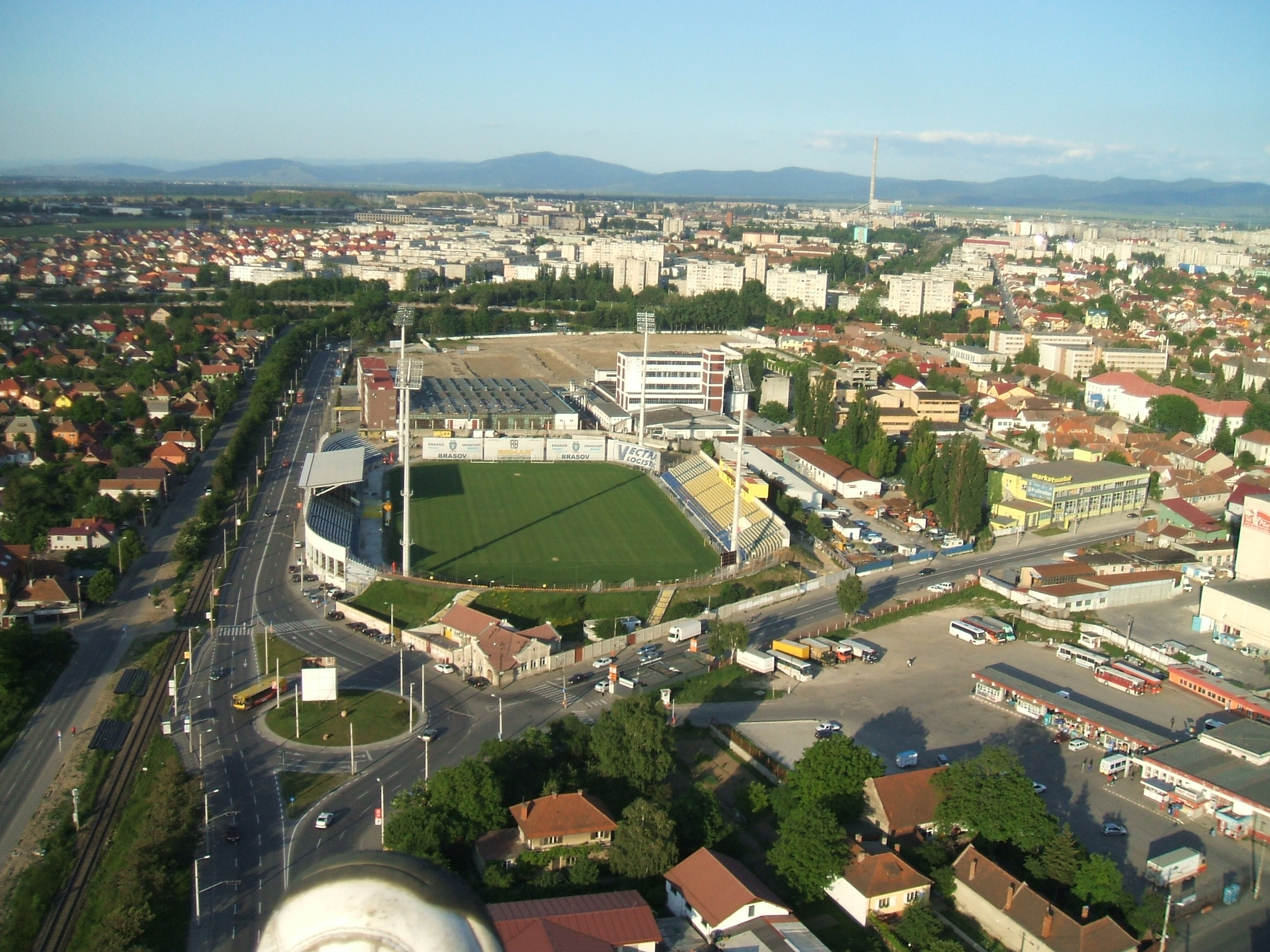
Stadionul Silviu Ploeșteanu.

FC Brașov își dispută meciurile de acasă pe Stadionul Silviu Ploeșteanu din Brașov, cu o capacitate de 8.800 de locuri.

## Suporteri
Liga Suporterilor Steagari (suporterii FC Brașov) au decis să nu sprijine noua echipă, o echipă care a fost considerată de ei ca fiind doar o „manevră politică”. În loc de FC Brașov, ei vor continua să sprijine SR Brașov, un club fondat de ei în 2017, după desființarea FC Brașov.

## Lotul actual
La 31 august 2024.
| Nr. |  | Poziție | Jucător |
| --- |  | ------- | ------- |